# Cristina Cifuentes
Cristina Cifuentes Cuencas (ur. 1 lipca 1964 w Madrycie) – hiszpańska polityk, prawniczka i samorządowiec, prezydent Wspólnoty Madrytu (2015–2018).

## Życiorys
Ukończyła studia prawnicze na Uniwersytecie Complutense w Madrycie. Kształciła się następnie w zakresie administracji publicznej i zarządzania, uzyskała nadto magisterium z zakresu prawa na Universidad Rey Juan Carlos.
W latach 80. działała w Sojuszu Ludowym, a następnie z tym ugrupowaniem dołączyła do Partii Ludowej. W 1991 po raz pierwszy wybrana na posłankę do zgromadzenia Wspólnoty Madrytu. W regionalnym parlamencie zasiadała nieprzerwanie do 2012. Następnie przez trzy lata sprawowała urząd przedstawiciela rządu hiszpańskiego we Wspólnocie Madrytu. Po wyborach regionalnych w 2015 nominowana na prezydenta tego regionu. W kwietniu 2018 podała się do dymisji z powodu oskarżeń o kradzież sklepową oraz o sfałszowanie dokumentów potwierdzających ukończenie studiów.